# 1970-es férfi vízilabda-Európa-bajnokság
Az 1970-es férfi vízilabda-Európa-bajnokságot Barcelonában, Spanyolországban rendezték 1970. szeptember 4. és szeptember 12. között. A tornát a címvédő Szovjetunió nyerte, a magyar válogatott ezüstérmes lett.

## Lebonyolítás
A 15 csapatot három ötfős csoportba sorsolták, amelyekben körmérkőzéseket játszottak. A csoportok első két helyén végzett együttesek az 1–6., a harmadik és negyedik helyezettek a 7–12. helyezésig mérkőztek.

## Sorsolás
A csoportkör sorsolását 1970. szeptember 1-én tartották Barcelonában, a Hotel Manilában. A tornára Törökország nem érkezett meg, ezért az eredetileg az A csoportba sorolt Romániát áthelyezték a B csoportba Törökország helyére.
Kiemelés
| 1. kalap (az 1968-as olimpia dobogósai)  | 2. kalap (az 1968-as olimpia további helyezettjei) | 3. kalap a többi induló |
| ---------------------------------------- | -------------------------------------------------- | --- |
| Jugoszlávia · Szovjetunió · Magyarország | Olaszország · Hollandia · Spanyolország            | - Ausztria - Belgium - Finnország - Franciaország - Görögország - Írország - Németország - Románia - Svédország - Törökország |

## Csoportkör
| Színmagyarázat                                                               |
| ---------------------------------------------------------------------------- |
| A csoportok első két helyezettjei az 1–6. helyezésért mérkőztek.             |
| A csoportok harmadik és negyedik helyezettjei a 7–12. helyezésért mérkőztek. |
| A csoportok ötödik helyezettjei a 13–15. helyezésért mérkőztek.              |

### A csoport
| Helyezés | Csapat        | M | Gy | D | V | G+ | G– | Gk  | P |
| -------- | ------------- | - | -- | - | - | -- | -- | --- | - |
| 1.       | Magyarország  | 4 | 4  | 0 | 0 | 50 | 5  | +45 | 8 |
| 2.       | Hollandia     | 4 | 3  | 0 | 1 | 28 | 12 | +26 | 6 |
| 3.       | Görögország   | 4 | 1  | 1 | 2 | 14 | 28 | –14 | 3 |
| 4.       | Franciaország | 4 | 1  | 1 | 2 | 12 | 35 | –23 | 3 |
| 5.       | Ausztria      | 4 | 0  | 0 | 4 | 8  | 38 | –30 | 0 |

| 1970. szeptember 4. 19:00 | Hollandia                                               | 10–1 | Franciaország | Piscina Municipal de Sabadel Játékvezetők: Fuchs (BEL) |
| 1970. szeptember 4. 19:00 | (1–1, 3–0, 4–0, 2–0)                                    |      |               | Piscina Municipal de Sabadel Játékvezetők: Fuchs (BEL) |
| 1970. szeptember 4. 19:00 | Wouda 4, Jansen 2, Hermsen, Reedijk, Hoogveld, Veer 1-1 |      | Sampietro 1   | Piscina Municipal de Sabadel Játékvezetők: Fuchs (BEL) |

| 1970. szeptember 4. 20:00 | Magyarország                                            | 15–1 | Ausztria | Piscina Municipal de Sabadell Játékvezetők: Brockmann (FRG) |
| 1970. szeptember 4. 20:00 | (4–0, 4–1, 4–0, 3–0)                                    |      |          | Piscina Municipal de Sabadell Játékvezetők: Brockmann (FRG) |
| 1970. szeptember 4. 20:00 | Sárosi 6, Konrád F. 4, Cservenyák, Szívós 2-2, Bodnár 1 |      | Kölli 1  | Piscina Municipal de Sabadell Játékvezetők: Brockmann (FRG) |

| 1970. szeptember 5. 11:00 | Magyarország                                                   | 16–0 | Franciaország | Piscina San Jorge de Barcelona Játékvezetők: Angerhausen (BEL) |
| 1970. szeptember 5. 11:00 | (2–0, 3–0, 7–0, 4–0)                                           |      |               | Piscina San Jorge de Barcelona Játékvezetők: Angerhausen (BEL) |
| 1970. szeptember 5. 11:00 | Szívós 5, Bodnár 4, Sárosi 3, Konrád F. 2, Görgényi, Kásás 1-1 |      |               | Piscina San Jorge de Barcelona Játékvezetők: Angerhausen (BEL) |

| 1970. szeptember 5. 12:00 | Görögország                                                  | 5–4 | Ausztria                         | Piscina San Jorge de Barcelona Játékvezetők: Rasmajdan (URS) |
| 1970. szeptember 5. 12:00 | (1–1, 2–1, 1–1, 1–1)                                         |     |                                  | Piscina San Jorge de Barcelona Játékvezetők: Rasmajdan (URS) |
| 1970. szeptember 5. 12:00 | Damaszkosz 2, Kougevetopulosz, Konsztasz, Polihonopulosz 1-1 |     | Tandl, Kölli, Posch, Luschan 1-1 | Piscina San Jorge de Barcelona Játékvezetők: Rasmajdan (URS) |

| 1970. szeptember 6. 10:00 | Magyarország                                       | 11–0 | Görögország | Piscina San Jorge de Barcelona Játékvezetők: Falk (SWE) |
| 1970. szeptember 6. 10:00 | (2–0, 3–0, 3–0, 3–0)                               |      |             | Piscina San Jorge de Barcelona Játékvezetők: Falk (SWE) |
| 1970. szeptember 6. 10:00 | Konrád F. 5, Kásás, Bodnár 2-2, Szívós, Faragó 1-1 |      |             | Piscina San Jorge de Barcelona Játékvezetők: Falk (SWE) |

| 1970. szeptember 6. 23:00 | Hollandia                                                       | 13–0 | Ausztria | Piscina San Jorge de Barcelona Játékvezetők: Mărculescu (ROU) |
| 1970. szeptember 6. 23:00 | (3–0, 3–0, 4–0, 3–0)                                            |      |          | Piscina San Jorge de Barcelona Játékvezetők: Mărculescu (ROU) |
| 1970. szeptember 6. 23:00 | Hermsen 5, Bras, Wouda 2-2, Hoogveld, Veer, Nolting, Jansen 1-1 |      |          | Piscina San Jorge de Barcelona Játékvezetők: Mărculescu (ROU) |

| 1970. szeptember 7. 11:00 | Hollandia                      | 7–3 | Görögország             | Piscina San Jorge de Barcelona Játékvezetők: Bauwens (BEL) |
| 1970. szeptember 7. 11:00 | (2–0, 1–1, 0–0, 4–2)           |     |                         | Piscina San Jorge de Barcelona Játékvezetők: Bauwens (BEL) |
| 1970. szeptember 7. 11:00 | Hoogveld 5, Bras 1, Jansen 1-1 |     | Paliosz 2, Karalogosz 1 | Piscina San Jorge de Barcelona Játékvezetők: Bauwens (BEL) |

| 1970. szeptember 7. 23:00 | Franciaország                    | 5–3 | Ausztria              | Piscina San Jorge de Barcelona Játékvezetők: Parrino (ITA) |
| 1970. szeptember 7. 23:00 | (3–1, 0–0, 1–1, 1–1)             |     |                       | Piscina San Jorge de Barcelona Játékvezetők: Parrino (ITA) |
| 1970. szeptember 7. 23:00 | Busin 3, Sampietro, Babillon 1-1 |     | Radl, Kahr, Kölli 1-1 | Piscina San Jorge de Barcelona Játékvezetők: Parrino (ITA) |

| 1970. szeptember 8. 11:00 | Görögország                                                                  | 6–6 | Franciaország                               | Piscina San Jorge de Barcelona Játékvezetők: Fuchs (BEL) |
| 1970. szeptember 8. 11:00 | (1–1, 2–3, 2–2, 1–0)                                                         |     |                                             | Piscina San Jorge de Barcelona Játékvezetők: Fuchs (BEL) |
| 1970. szeptember 8. 11:00 | Paliosz, Damaszkosz, Vultosz, Kougevetopulosz, Elefteriadisz, Polihonopulosz |     | Flouret, Sampietro 2-2, Busin, Babillon 1-1 | Piscina San Jorge de Barcelona Játékvezetők: Fuchs (BEL) |

| 1970. szeptember 8. 20:00 | Magyarország                              | 8–4 | Hollandia                    | Piscines Bernat Picornell Játékvezetők: Rasmajdan (URS) |
| 1970. szeptember 8. 20:00 | (4–0, 2–0, 0–1, 2–3)                      |     |                              | Piscines Bernat Picornell Játékvezetők: Rasmajdan (URS) |
| 1970. szeptember 8. 20:00 | Szívós 3, Faragó, Konrád F. 2-2, Sárosi 1 |     | Bras 2, Hoogveld, Hermsen1-1 | Piscines Bernat Picornell Játékvezetők: Rasmajdan (URS) |

### B csoport
| Helyezés | Csapat        | M | Gy | D | V | G+ | G– | Gk  | P |
| -------- | ------------- | - | -- | - | - | -- | -- | --- | - |
| 1.       | Szovjetunió   | 4 | 4  | 0 | 0 | 36 | 7  | +29 | 8 |
| 2.       | Románia       | 4 | 3  | 0 | 1 | 30 | 12 | +18 | 6 |
| 3.       | Spanyolország | 4 | 2  | 0 | 2 | 26 | 15 | +11 | 4 |
| 4.       | Belgium       | 4 | 1  | 0 | 3 | 15 | 40 | –25 | 2 |
| 5.       | Finnország    | 4 | 0  | 0 | 4 | 11 | 44 | –33 | 0 |

| 1970. szeptember 4. 11:00 | Szovjetunió                                 | 4–3 | Románia               | Piscina San Jorge de Barcelona Játékvezetők: Di Gennaro (ITA) |
| 1970. szeptember 4. 11:00 | (2–0, 1–1, 0–2, 1–0)                        |     |                       | Piscina San Jorge de Barcelona Játékvezetők: Di Gennaro (ITA) |
| 1970. szeptember 4. 11:00 | Sidlovszkij, Akimov, Barkalov, Szemenov 1-1 |     | Popa, Rusu, Novac 1-1 | Piscina San Jorge de Barcelona Játékvezetők: Di Gennaro (ITA) |

| 1970. szeptember 4. 12:00 | Spanyolország                                        | 10–2 | Belgium         | Piscina San Jorge de Barcelona Játékvezetők: Knežević (YOU) |
| 1970. szeptember 4. 12:00 | (2–0, 4–0, 1–0, 3–2)                                 |      |                 | Piscina San Jorge de Barcelona Játékvezetők: Knežević (YOU) |
| 1970. szeptember 4. 12:00 | Cánovas, Jané, Codera, Padrós 2-2, Rubio, Borell 1-1 |      | D'Oosterlinck 2 | Piscina San Jorge de Barcelona Játékvezetők: Knežević (YOU) |

| 1970. szeptember 5. 19:00 | Finnország             | 3–12 | Románia                                                                | Piscines Bernat Picornell Játékvezetők: Salamon (HUN) |
| 1970. szeptember 5. 19:00 | (1–2, 0–5, 1–4, 1–1)   |      |                                                                        | Piscines Bernat Picornell Játékvezetők: Salamon (HUN) |
| 1970. szeptember 5. 19:00 | Hirvonen 2, Ingström 1 |      | Mihăilescu, Zamfirescu, Szabó, Blajec 2-2, Culineac, Rusu, Novac, Popa | Piscines Bernat Picornell Játékvezetők: Salamon (HUN) |

| 1970. szeptember 5. 20:00 | Spanyolország        | 3–8 | Szovjetunió                                        | Piscines Bernat Picornell Játékvezetők: Parrino (ITA) |
| 1970. szeptember 5. 20:00 | (1–2, 0–2, 1–2, 1–2) |     |                                                    | Piscines Bernat Picornell Játékvezetők: Parrino (ITA) |
| 1970. szeptember 5. 20:00 | Jané 2, Sans 1       |     | Sidlovszkij, Barkalov 3-3, Oszipov, Zsmudszkij 1-1 | Piscines Bernat Picornell Játékvezetők: Parrino (ITA) |

| 1970. szeptember 6. 20:00 | Finnország           | 0–12                                                               | Szovjetunió | Piscines Bernat Picornell Játékvezetők: Schneider (FRG) |
| 1970. szeptember 6. 20:00 | (0–2, 0–3, 0–4, 0–3) |                                                                    |             | Piscines Bernat Picornell Játékvezetők: Schneider (FRG) |
| 1970. szeptember 6. 20:00 |                      | Dolgusin, Sidlovszkij 3-3, Barkalov 2, Szkok 2, Dreval, Akimov 1-1 |             | Piscines Bernat Picornell Játékvezetők: Schneider (FRG) |

| 1970. szeptember 6. 22:00 | Belgium              | 2–11 | Románia                                                             | Piscina San Jorge de Barcelona Játékvezetők: Angella (FRA) |
| 1970. szeptember 6. 22:00 | (0–3, 1–3, 1–3, 0–2) |      |                                                                     | Piscina San Jorge de Barcelona Játékvezetők: Angella (FRA) |
| 1970. szeptember 6. 22:00 | Simons 2             |      | Blajec 4, Rusu 2, Popa, Novac, Mihăilescu, Culineac, Zamfirescu 1-1 | Piscina San Jorge de Barcelona Játékvezetők: Angella (FRA) |

| 1970. szeptember 7. 19:00 | Szovjetunió                                                       | 12–1 | Belgium    | Piscina Municipal de Sabadell Játékvezetők: Salamon (HUN) |
| 1970. szeptember 7. 19:00 | (3–0, 3–1, 5–0, 1–0)                                              |      |            | Piscina Municipal de Sabadell Játékvezetők: Salamon (HUN) |
| 1970. szeptember 7. 19:00 | Oszipov 5, Szkok, Dreval 2-2, Barkalov, Dolgusin, Sidlovszkij 1-1 |      | Caufrier 1 | Piscina Municipal de Sabadell Játékvezetők: Salamon (HUN) |

| 1970. szeptember 7. 20:00 | Spanyolország           | 10–1 | Finnország | Piscina Municipal de Sabadell Játékvezetők: Brockmann (FRG) |
| 1970. szeptember 7. 20:00 |                         |      |            | Piscina Municipal de Sabadell Játékvezetők: Brockmann (FRG) |
| 1970. szeptember 7. 20:00 | Jané 5, Sans 4, Ibern 1 |      | Ingström 1 | Piscina Municipal de Sabadell Játékvezetők: Brockmann (FRG) |

| 1970. szeptember 8. 22:00 | Belgium                                                              | 10–7 | Finnország                           | Piscina San Jorge de Barcelona Játékvezetők: Dirnweber (AUT) |
| 1970. szeptember 8. 22:00 | (1–3, 2–3, 4–0, 3–2)                                                 |      |                                      | Piscina San Jorge de Barcelona Játékvezetők: Dirnweber (AUT) |
| 1970. szeptember 8. 22:00 | Simons 5, De Vis 2, D'Oosterlinck, Van Bouchaute 1-1, Rauramo öngól, |      | Fri 3, Vartia 2, Ingström, Lahti 1-1 | Piscina San Jorge de Barcelona Játékvezetők: Dirnweber (AUT) |

| 1970. szeptember 8. 23:00 | Románia                       | 4–3 | Spanyolország    | Piscina San Jorge de Barcelona Játékvezetők: Schneider (FRG) |
| 1970. szeptember 8. 23:00 | (2–1, 1–0, 0–1, 1–1)          |     |                  | Piscina San Jorge de Barcelona Játékvezetők: Schneider (FRG) |
| 1970. szeptember 8. 23:00 | Zamfirescu 2, Rusu, Szabó 1-1 |     | Jané 2, Padrós 1 | Piscina San Jorge de Barcelona Játékvezetők: Schneider (FRG) |

### C csoport
| Helyezés | Csapat      | M | Gy | D | V | G+ | G– | Gk  | P |
| -------- | ----------- | - | -- | - | - | -- | -- | --- | - |
| 1.       | Jugoszlávia | 4 | 4  | 0 | 0 | 28 | 10 | +18 | 8 |
| 2.       | Olaszország | 4 | 3  | 0 | 1 | 28 | 16 | +12 | 6 |
| 3.       | Németország | 4 | 2  | 0 | 2 | 19 | 15 | +4  | 4 |
| 4.       | Svédország  | 4 | 1  | 0 | 3 | 20 | 17 | +3  | 2 |
| 5.       | Írország    | 4 | 0  | 0 | 4 | 9  | 46 | –37 | 0 |

| 1970. szeptember 4. 09:00 | Svédország                                                                     | 12–1 | Írország | Piscina San Jorge de Barcelona Játékvezetők: Goose (NED) |
| 1970. szeptember 4. 09:00 | (1–1, 4–0, 3–0, 4–0)                                                           |      |          | Piscina San Jorge de Barcelona Játékvezetők: Goose (NED) |
| 1970. szeptember 4. 09:00 | Fjärrstad 3, Svensson, Fahlen, Ingelsson 2-2, Ekman, Sjöstrand, Danielsson 1-1 |      | Hurson 1 | Piscina San Jorge de Barcelona Játékvezetők: Goose (NED) |

| 1970. szeptember 4. 10:00 | Jugoszlávia                    | 5–3 | Németország                  | Piscina San Jorge de Barcelona Játékvezetők: Dragan (ROU) |
| 1970. szeptember 4. 10:00 | (1–0, 1–1, 2–1, 1–1)           |     |                              | Piscina San Jorge de Barcelona Játékvezetők: Dragan (ROU) |
| 1970. szeptember 4. 10:00 | Janković 3, Lopatni, Rudić 1-1 |     | Haverkamp, Kilian, Weeke 1-1 | Piscina San Jorge de Barcelona Játékvezetők: Dragan (ROU) |

| 1970. szeptember 5. 9:00 | Németország                         | 4–2 | Svédország              | Piscina San Jorge de Barcelona Játékvezetők: Prosztyakov (URS) |
| 1970. szeptember 5. 9:00 | (1–0, 0–0, 3–1, 0–1)                |     |                         | Piscina San Jorge de Barcelona Játékvezetők: Prosztyakov (URS) |
| 1970. szeptember 5. 9:00 | Nossek, Teicher, Küpper, Droege 1-1 |     | Sjöstrand, Svensson 1-1 | Piscina San Jorge de Barcelona Játékvezetők: Prosztyakov (URS) |

| 1970. szeptember 5. 10:00 | Jugoszlávia                          | 4–3 | Olaszország                     | Piscina San Jorge de Barcelona Játékvezetők: Manguillot (ESP) |
| 1970. szeptember 5. 10:00 | (0–0, 2–1, 1–1, 1–1)                 |     |                                 | Piscina San Jorge de Barcelona Játékvezetők: Manguillot (ESP) |
| 1970. szeptember 5. 10:00 | Bonačić, Janković, Rudić, Sandić 1-1 |     | Barlocco, Ghibellini, Pizzo 1-1 | Piscina San Jorge de Barcelona Játékvezetők: Manguillot (ESP) |

| 1970. szeptember 6. 11:00 | Olaszország                        | 6–4 | Németország                         | Piscina San Jorge de Barcelona Játékvezetők: Dirnweber (AUT) |
| 1970. szeptember 6. 11:00 | (0–0, 2–2, 1–0, 3–2)               |     |                                     | Piscina San Jorge de Barcelona Játékvezetők: Dirnweber (AUT) |
| 1970. szeptember 6. 11:00 | Formiconi 3, Ghibellini 2, Pizzo 1 |     | Haverkamp, Weeke, Teicher, Wolf 1-1 | Piscina San Jorge de Barcelona Játékvezetők: Dirnweber (AUT) |

| 1970. szeptember 6. 12:00 | Jugoszlávia                                                                | 15–2 | Írország              | Piscina San Jorge de Barcelona Játékvezetők: de Gamisane (ESP) |
| 1970. szeptember 6. 12:00 | (3–0, 4–0, 5–1, 3–1)                                                       |      |                       | Piscina San Jorge de Barcelona Játékvezetők: de Gamisane (ESP) |
| 1970. szeptember 6. 12:00 | Sandić, Mistrov, Marović 3-3, Bonačić, Belamarić 2-2, Rudić, Antunović 1-1 |      | Armstrong, Hurson 1-1 | Piscina San Jorge de Barcelona Játékvezetők: de Gamisane (ESP) |

| 1970. szeptember 7. 20:00 | Olaszország                                       | 8–4 | Svédország                          | Piscines Bernat Picornell Játékvezetők: Angella (FRA) |
| 1970. szeptember 7. 20:00 | (2–1, 3–0, 1–0, 2–3)                              |     |                                     | Piscines Bernat Picornell Játékvezetők: Angella (FRA) |
| 1970. szeptember 7. 20:00 | Pizzo 3, De Magistris, Formiconi 2-2, Marchisio 1 |     | Fjärrstad 2, Fahlen, Danielsson 1-1 | Piscines Bernat Picornell Játékvezetők: Angella (FRA) |

| 1970. szeptember 7. 22:00 | Németország                                      | 8–2 | Írország              | Piscina San Jorge de Barcelona Játékvezetők: Gamisans |
| 1970. szeptember 7. 22:00 | (2–1, 2–0, 2–0, 2–1)                             |     |                       | Piscina San Jorge de Barcelona Játékvezetők: Gamisans |
| 1970. szeptember 7. 22:00 | Teicher 4, Weeke, Nossek, Haverkamp, Gilbert 1-1 |     | Armstrong, Hurson 1-1 | Piscina San Jorge de Barcelona Játékvezetők: Gamisans |

| 1970. szeptember 8. 19:00 | Olaszország                                        | 11–4 | Írország                         | Piscina Municipal de Sabadell Játékvezetők: Angerhausen (BEL) |
| 1970. szeptember 8. 19:00 | (1–0, 3–1, 5–1, 2–2)                               |      |                                  | Piscina Municipal de Sabadell Játékvezetők: Angerhausen (BEL) |
| 1970. szeptember 8. 19:00 | Formiconi 5, De Magistris 3, Simeoni 2, Ferrando 1 |      | Armstrong 2, Hanna, McGrogan 1-1 | Piscina Municipal de Sabadell Játékvezetők: Angerhausen (BEL) |

| 1970. szeptember 8. 20:00 | Jugoszlávia           | 4–2 | Svédország                 | Piscina Municipal de Sabadell Játékvezetők: Dragan (ROU) |
| 1970. szeptember 8. 20:00 | (2–0, 0–1, 1–0, 1–1)  |     |                            | Piscina Municipal de Sabadell Játékvezetők: Dragan (ROU) |
| 1970. szeptember 8. 20:00 | Janković, Lopatni 2-2 |     | Svensson 1 Mistrov (öngól) | Piscina Municipal de Sabadell Játékvezetők: Dragan (ROU) |

## Helyosztók

### 13–15. helyezésért
| Helyezés | Csapat     | M | Gy | D | V | G+ | G– | Gk | P  |
| -------- | ---------- | - | -- | - | - | -- | -- | -- | -- |
| 13.      | Finnország | 2 | 1  | 1 | 0 | 8  | 7  | +1 | 10 |
| 14.      | Ausztria   | 2 | 0  | 1 | 1 | 8  | 8  | +0 | 8  |
| 15.      | Írország   | 2 | 0  | 0 | 2 | 8  | 9  | –1 | 6  |

| 1970. szeptember 9. | Finnország                  | 4–3 | Ausztria         | Játékvezetők: Prosztjakov (URS) |
| 1970. szeptember 9. | (1–1, 0–1, 1–0, 2–1)        |     |                  | Játékvezetők: Prosztjakov (URS) |
| 1970. szeptember 9. | Fri 2, Ingström, Vartia 1-1 |     | Tandl 2, Posch 1 | Játékvezetők: Prosztjakov (URS) |

| 1970. szeptember 10. 9:00 | Ausztria                            | 5–4 | Írország | Piscina San Jorge de Barcelona Játékvezetők: Ivković (YOU) |
| 1970. szeptember 10. 9:00 | (2–1, 1–0, 1–1, 1–2)                |     |          | Piscina San Jorge de Barcelona Játékvezetők: Ivković (YOU) |
| 1970. szeptember 10. 9:00 | Tandl 2, Partuzzi, Kölli, Posch 1-1 |     | Hurson 4 | Piscina San Jorge de Barcelona Játékvezetők: Ivković (YOU) |

| 1970. szeptember 11. | Finnország           | 4–4 | Írország         | Piscina San Jorge de Barcelona Játékvezetők: Geurtsen (NED) |
| 1970. szeptember 11. | (1–1, 1–0, 0–1, 2–2) |     |                  | Piscina San Jorge de Barcelona Játékvezetők: Geurtsen (NED) |
| 1970. szeptember 11. | Fri 4                |     | Hurson 3, Page 1 | Piscina San Jorge de Barcelona Játékvezetők: Geurtsen (NED) |

### 7–12. helyezésért
| Helyezés | Csapat        | M | Gy | D | V | G+ | G– | Gk  | P  |
| -------- | ------------- | - | -- | - | - | -- | -- | --- | -- |
| 7.       | Németország   | 5 | 5  | 0 | 0 | 38 | 8  | +30 | 10 |
| 8.       | Spanyolország | 5 | 4  | 0 | 1 | 27 | 13 | +14 | 8  |
| 9.       | Svédország    | 5 | 3  | 0 | 2 | 23 | 19 | +4  | 6  |
| 10.      | Görögország   | 5 | 1  | 1 | 3 | 17 | 30 | –13 | 3  |
| 11.      | Franciaország | 5 | 1  | 0 | 4 | 12 | 25 | –13 | 2  |
| 12.      | Belgium       | 5 | 0  | 1 | 4 | 14 | 36 | –22 | 1  |

| 1970. szeptember 9. | Svédország                           | 5–2 | Görögország                 | Játékvezetők: Guertsen (NED) |
| 1970. szeptember 9. | (1–1, 2–1, 1–0, 1–0)                 |     |                             | Játékvezetők: Guertsen (NED) |
| 1970. szeptember 9. | Svensson, Fjärrstad 2-2, Sjöstrand 1 |     | Paliosz, Polikonopulosz 1-1 | Játékvezetők: Guertsen (NED) |

| 1970. szeptember 9. | Spanyolország           | 3–1 | Franciaország | Játékvezetők: Goose (NED) |
| 1970. szeptember 9. | (1–0, 1–0, 1–0, 0–1)    |     |               | Játékvezetők: Goose (NED) |
| 1970. szeptember 9. | Ibern, Codera, Jané 1-1 |     | Sampietrio 1  | Játékvezetők: Goose (NED) |

| 1970. szeptember 9. | Németország                                     | 10–1 | Belgium    | Játékvezetők: Mărculescu (ROU) |
| 1970. szeptember 9. | (1–0, 3–1, 3–0, 3–0)                            |      |            | Játékvezetők: Mărculescu (ROU) |
| 1970. szeptember 9. | Nossek 3, Wolf, Haverkamp, Weeke 2-2, Teicher 1 |      | Caufrier 1 | Játékvezetők: Mărculescu (ROU) |

| 1970. szeptember 10. 10:00 | Spanyolország             | 3–5 | Németország                          | Piscina San Jorge de Barcelona Játékvezetők: Knežević (YOU) |
| 1970. szeptember 10. 10:00 | (0–1, 2–1, 0–3, 1–0)      |     |                                      | Piscina San Jorge de Barcelona Játékvezetők: Knežević (YOU) |
| 1970. szeptember 10. 10:00 | Cánovas, Jané, Padrós 1-1 |     | Nossek 2, Wolf, Haverkamp, Weeke 1-1 | Piscina San Jorge de Barcelona Játékvezetők: Knežević (YOU) |

| 1970. szeptember 10. 11:00 | Görögország                                               | 5–3 | Belgium         | Piscina San Jorge de Barcelona Játékvezetők: Di Gennaro (ITA) |
| 1970. szeptember 10. 11:00 | (1–2, 2–0, 1–1, 1–0)                                      |     |                 | Piscina San Jorge de Barcelona Játékvezetők: Di Gennaro (ITA) |
| 1970. szeptember 10. 11:00 | Paliosz 2, Karalogosz, Kougevetopulosz, Elefteriadisz 1-1 |     | D'Oosterlinck 3 | Piscina San Jorge de Barcelona Játékvezetők: Di Gennaro (ITA) |

| 1970. szeptember 10. 12:00 | Svédország                        | 4–3 | Franciaország | Piscina San Jorge de Barcelona Játékvezetők: Salamon (HUN) |
| 1970. szeptember 10. 12:00 | (0–0, 1–1, 1–1, 2–1)              |     |               | Piscina San Jorge de Barcelona Játékvezetők: Salamon (HUN) |
| 1970. szeptember 10. 12:00 | Ingelsson 2, Svensson, Fahlen 1-1 |     | Sampietro 3   | Piscina San Jorge de Barcelona Játékvezetők: Salamon (HUN) |

| 1970. szeptember 11. | Spanyolország                    | 4–3 | Svédország                          | Piscina San Jorge de Barcelona Játékvezetők: Goose (NED) |
| 1970. szeptember 11. | (1–0, 0–0, 1–1, 2–2)             |     |                                     | Piscina San Jorge de Barcelona Játékvezetők: Goose (NED) |
| 1970. szeptember 11. | Ibern, Cánovas, Padrós, Sans 1-1 |     | Danielsson, Svensson, Ingelsson 1-1 | Piscina San Jorge de Barcelona Játékvezetők: Goose (NED) |

| 1970. szeptember 11. | Franciaország        | 2–2 | Belgium            | Piscina San Jorge de Barcelona Játékvezetők: Ivković (YOU) |
| 1970. szeptember 11. | (0–0, 1–0, 1–1, 0–1) |     |                    | Piscina San Jorge de Barcelona Játékvezetők: Ivković (YOU) |
| 1970. szeptember 11. | Deusy, Cianni 1-1    |     | Duprez, de Vis 1-1 | Piscina San Jorge de Barcelona Játékvezetők: Ivković (YOU) |

| 1970. szeptember 11. | Németország                                     | 9–4 | Görögország                                              | Piscina San Jorge de Barcelona Játékvezetők: Mărculescu (ROU) |
| 1970. szeptember 11. | (3–0, 2–1, 1–2, 3–1)                            |     |                                                          | Piscina San Jorge de Barcelona Játékvezetők: Mărculescu (ROU) |
| 1970. szeptember 11. | Haverkamp, Weeke, Nossek, Teicher 2-2, Küpper 1 |     | Kougevetopulosz, Polikonopulosz, Damaszkosz, Paliosz 1-1 | Piscina San Jorge de Barcelona Játékvezetők: Mărculescu (ROU) |

| 1970. szeptember 12. 10:00 | Németország                                              | 10–0 | Franciaország | Piscina San Jorge de Barcelona Játékvezetők: Knežević (YOU) |
| 1970. szeptember 12. 10:00 | (4–0, 3–0, 1–0, 2–0)                                     |      |               | Piscina San Jorge de Barcelona Játékvezetők: Knežević (YOU) |
| 1970. szeptember 12. 10:00 | Teicher 4, Haverkamp 2, Nossek, Droege, Kilian, Wolf 1-1 |      |               | Piscina San Jorge de Barcelona Játékvezetők: Knežević (YOU) |

| 1970. szeptember 12. 11:00 | Svédország                            | 9–6 | Belgium                                                | Piscina San Jorge de Barcelona Játékvezetők: Prosztyjakov (URS) |
| 1970. szeptember 12. 11:00 | (2–3, 0–0, 3–1, 4–2)                  |     |                                                        | Piscina San Jorge de Barcelona Játékvezetők: Prosztyjakov (URS) |
| 1970. szeptember 12. 11:00 | Fjärrstad 4, Svensson 3, Ingelsson 2, |     | Andries 2, Caufrier, D'Oosterlinck, Simons, de Vis 1-1 | Piscina San Jorge de Barcelona Játékvezetők: Prosztyjakov (URS) |

| 1970. szeptember 12. 12:00 | Spanyolország            | 7–2 | Görögország  | Piscina San Jorge de Barcelona Játékvezetők: Rasmajdan (URS) |
| 1970. szeptember 12. 12:00 | (2–1, 2–0, 1–1, 2–0)     |     |              | Piscina San Jorge de Barcelona Játékvezetők: Rasmajdan (URS) |
| 1970. szeptember 12. 12:00 | Jané 5, Borell, Sans 1-1 |     | Damaszkosz 2 | Piscina San Jorge de Barcelona Játékvezetők: Rasmajdan (URS) |

### 1–6. helyezésért
| Helyezés | Csapat       | M | Gy | D | V | G+ | G– | Gk  | P  |
| -------- | ------------ | - | -- | - | - | -- | -- | --- | -- |
| 1.       | Szovjetunió  | 5 | 5  | 0 | 0 | 29 | 17 | +12 | 10 |
| 2.       | Magyarország | 5 | 4  | 0 | 1 | 37 | 23 | +14 | 8  |
| 3.       | Jugoszlávia  | 5 | 3  | 0 | 2 | 17 | 19 | –2  | 6  |
| 4.       | Olaszország  | 5 | 2  | 0 | 3 | 22 | 28 | –6  | 4  |
| 5.       | Hollandia    | 5 | 1  | 0 | 4 | 21 | 29 | –8  | 2  |
| 6.       | Románia      | 5 | 0  | 0 | 5 | 19 | 29 | –10 | 0  |

| 1970. szeptember 9. | Magyarország                                                       | 8–5 | Olaszország | Játékvezetők: Dirnweber (AUT) |
| 1970. szeptember 9. | (2–1, 3–1, 1–2, 2–1)                                               |     |             | Játékvezetők: Dirnweber (AUT) |
| 1970. szeptember 9. | Konrád F. 3, Bodnár, Sárosi, Görgényi, Szívós 1-1, Marchisio öngól |     |             | Játékvezetők: Dirnweber (AUT) |

| 1970. szeptember 9. | Szovjetunió                                                    | 7–5 | Hollandia                  | Játékvezetők: Schneider (FRG) |
| 1970. szeptember 9. | (3–1, 1–2, 2–1, 1–1)                                           |     |                            | Játékvezetők: Schneider (FRG) |
| 1970. szeptember 9. | Szkok 2, Oszipov, Dreval, Sidlovszkij, Barkalov, Szemjonov 1-1 |     | Bras 3, Hermsen, Wouda 1-1 | Játékvezetők: Schneider (FRG) |

| 1970. szeptember 9. | Jugoszlávia                               | 5–3 | Románia                      | Játékvezetők: Fuchs (BEL) |
| 1970. szeptember 9. | (0–1, 4–0, 1–2, 0–0)                      |     |                              | Játékvezetők: Fuchs (BEL) |
| 1970. szeptember 9. | Belamarić 2, Sandić, Bonačić, Marović 1-1 |     | Rusu, Mihăilescu, Blajec 1-1 | Játékvezetők: Fuchs (BEL) |

| 1970. szeptember 10. 20:00 | Jugoszlávia          | 1–4 | Szovjetunió               | Piscina Bernardo picornell Játékvezetők: Angella (FRA) |
| 1970. szeptember 10. 20:00 | (0–1, 1–1, 0–1, 0–1) |     |                           | Piscina Bernardo picornell Játékvezetők: Angella (FRA) |
| 1970. szeptember 10. 20:00 | Lopatni              |     | Barkalov 2, Szkok, Akimov | Piscina Bernardo picornell Játékvezetők: Angella (FRA) |

| 1970. szeptember 10. 22:00 | Magyarország                                                      | 9–4 | Románia                                 | Piscina San Jorge de Barcelona Játékvezetők: Manguillot (ESP) |
| 1970. szeptember 10. 22:00 | (1–0, 2–1, 3–1, 3–2)                                              |     |                                         | Piscina San Jorge de Barcelona Játékvezetők: Manguillot (ESP) |
| 1970. szeptember 10. 22:00 | Sárosi 2, Faragó 2, Konrád F., Szívós, Kásás, Wiesner, Bodnár 1-1 |     | Rusu, Mihăilescu, Novac, Zamfirescu 1-1 | Piscina San Jorge de Barcelona Játékvezetők: Manguillot (ESP) |

| 1970. szeptember 10. 23:00 | Olaszország                         | 6–4 | Hollandia                      | Piscina San Jorge de Barcelona Játékvezetők: Brockmann (FRG) |
| 1970. szeptember 10. 23:00 | (2–1, 2–1, 1–2, 1–0)                |     |                                | Piscina San Jorge de Barcelona Játékvezetők: Brockmann (FRG) |
| 1970. szeptember 10. 23:00 | De Magistris 3, Pizzo 2, Barlocco 1 |     | Veer, Hermsen, Wouda, Bras 1-1 | Piscina San Jorge de Barcelona Játékvezetők: Brockmann (FRG) |

| 1970. szeptember 11. | Szovjetunió                                        | 8–3 | Olaszország                         | Játékvezetők: Angella (FRA) |
| 1970. szeptember 11. | (2–1, 3–2, 1–0, 2–0)                               |     |                                     | Játékvezetők: Angella (FRA) |
| 1970. szeptember 11. | Akimov, Szkok, Barkalov 2-2, Oszipov, Dolgusin 1-1 |     | De Magistris, Ghibellini, Pizzo 1-1 | Játékvezetők: Angella (FRA) |

| 1970. szeptember 11. | Hollandia            | 6–5 | Románia                                      | Piscina San Jorge de Barcelona Játékvezetők: Beuwens (BEL) |
| 1970. szeptember 11. | (1–1, 2–0, 2–2, 1–2) |     |                                              | Piscina San Jorge de Barcelona Játékvezetők: Beuwens (BEL) |
| 1970. szeptember 11. | Hoogveld 5, Jansen 1 |     | Zamfirescu, Culineac, Novac, Popa, Szabó 1-1 | Piscina San Jorge de Barcelona Játékvezetők: Beuwens (BEL) |

| 1970. szeptember 11. | Magyarország                             | 7–4 | Jugoszlávia                     | Piscina San Jorge de Barcelona Játékvezetők: Manguillot (ESP) |
| 1970. szeptember 11. | (2–1, 1–0, 2–0, 2–3)                     |     |                                 | Piscina San Jorge de Barcelona Játékvezetők: Manguillot (ESP) |
| 1970. szeptember 11. | Konrád F. 3, Sárosi 2, Bodnár, Kásás 1-1 |     | Bonačić 2, Janković, Sandić 1-1 | Piscina San Jorge de Barcelona Játékvezetők: Manguillot (ESP) |

| 1970. szeptember 12. | Jugoszlávia                | 3–2 | Hollandia       | Piscines Bernat Picornell Játékvezetők: Beuwens (BEL) |
| 1970. szeptember 12. | (1–0, 1–1, 1–0, 0–1)       |     |                 | Piscines Bernat Picornell Játékvezetők: Beuwens (BEL) |
| 1970. szeptember 12. | Bonačić, Sandić, Rudić 1-1 |     | Veer, Wouda 1-1 | Piscines Bernat Picornell Játékvezetők: Beuwens (BEL) |

| 1970. szeptember 12. | Olaszország                                   | 5–4 | Románia                       | Piscines Bernat Picornell Játékvezetők: Fuchs (BEL) |
| 1970. szeptember 12. | (1–1, 0–1, 3–1, 1–1)                          |     |                               | Piscines Bernat Picornell Játékvezetők: Fuchs (BEL) |
| 1970. szeptember 12. | Pizzo 2, De Magistris, Formiconi, Simeoni 1-1 |     | Zamfirescu 2, Szabó, Rusu 1-1 | Piscines Bernat Picornell Játékvezetők: Fuchs (BEL) |

| 1970. szeptember 12. | Szovjetunió                                       | 6–5 | Magyarország        | Piscines Bernat Picornell Játékvezetők: Dirnweber (AUT) |
| 1970. szeptember 12. | (1–1, 2–1, 2–2, 1–1)                              |     |                     | Piscines Bernat Picornell Játékvezetők: Dirnweber (AUT) |
| 1970. szeptember 12. | Barkalov, Oszipov 2-2, Sidlovszkij, Szemjonov 1-1 |     | Bodnár 3, Faragó 2, | Piscines Bernat Picornell Játékvezetők: Dirnweber (AUT) |

| Az 1970-es férfi vízilabda-Európa-bajnokság győztese |
| ---------------------------------------------------- |
| · Szovjetunió · 2. cím                               |

## Végeredmény
| Helyezés | Csapat        | M | Gy | D | V | G+ | G– | Gk  | P  |
| -------- | ------------- | - | -- | - | - | -- | -- | --- | -- |
| Arany    | Szovjetunió   | 8 | 8  | 0 | 0 | 61 | 21 | +40 | 16 |
| Ezüst    | Magyarország  | 8 | 7  | 0 | 1 | 79 | 24 | +55 | 14 |
| Bronz    | Jugoszlávia   | 8 | 6  | 0 | 2 | 41 | 26 | +15 | 12 |
| 4.       | Olaszország   | 8 | 5  | 0 | 3 | 47 | 40 | +7  | 10 |
| 5.       | Hollandia     | 8 | 4  | 0 | 4 | 51 | 33 | +18 | 8  |
| 6.       | Románia       | 8 | 3  | 0 | 5 | 46 | 37 | +9  | 6  |
|          |               |   |    |   |   |    |    |     |    |
| 7.       | NSZK          | 8 | 6  | 0 | 2 | 53 | 21 | +32 | 12 |
| 8.       | Spanyolország | 8 | 5  | 0 | 3 | 43 | 26 | +17 | 10 |
| 9.       | Svédország    | 8 | 4  | 0 | 4 | 41 | 32 | +9  | 8  |
| 10.      | Görögország   | 8 | 2  | 1 | 5 | 25 | 52 | –27 | 5  |
| 11.      | Franciaország | 8 | 1  | 2 | 5 | 18 | 54 | –36 | 4  |
| 12.      | Belgium       | 8 | 1  | 1 | 6 | 27 | 66 | –39 | 3  |
|          |               |   |    |   |   |    |    |     |    |
| 13.      | Finnország    | 6 | 1  | 1 | 4 | 19 | 51 | –32 | 3  |
| 14.      | Ausztria      | 6 | 1  | 0 | 5 | 16 | 46 | –30 | 2  |
| 15.      | Írország      | 6 | 0  | 1 | 5 | 17 | 55 | –38 | 1  |